# Mugen Keitai Disgaea
Mugen Keitai Disgaea (無限形態 ディスガイア?) è un videogioco di ruolo per telefono cellulare, sviluppato e pubblicato dalla Nippon Ichi Software il 25 maggio 2004. Il videogioco è uno spin off della serie Disgaea, e permette al giocatore di personalizzare il personaggio controllato.